# 스미요시역 (한신 전기 철도)
스미요시역(일본어: 住吉駅, すみよしえき)은 일본 효고현 고베시 히가시나다구에 있는 한신 전기철도 본선의 역이다. 역 번호는 HS 24이다.
서쪽의 미카게 역과는 역간 거리가 불과 500m 밖에 떨어져 있지 않아 한신 본선에서는 가장 짧다.

## 역사
- 1905년 4월 12일: 영업 개시.
- 1929년 7월: 병용 궤도에서 고가화.
- 1995년
  - 1월 17일: 한신・아와지 대지진 피해를 입고 한신 전철 본선 운행이 중단됨.
  - 2월 11일: 아오키 ~ 미카게 역 구간의 복구에 따라 영업 재개.
- 2014년 4월 1일: 역 번호 도입.

## 역 구조
상대식 승강장 2면 2선의 고가역이다. 분기기, 절대 신호가 없어 정류장으로 분류된다. 개찰구는 1개소만 지상부에 있고 승강장은 2층에 있다. 승강장에는 벤치가 나란히 있을 뿐, 대합실은 설치되지 않았다. 개찰 내 대합실에서 승강장으로 통하는 계단은 플랫폼의 우메다 방향으로 통한다. 또한, 엘리베이터와 에스컬레이터는 설치되지 않았다. 역무원은 낮에 근무하고 있지만, 상주하는 것은 아니다.
하행선의 서쪽에는 짧은 구간이면서도 지상선에서는 드물게 "직결 궤도"가 존재한다.

### 승강장
| 승강장 | 노선   | 방향 | 행선                                         |
| ------ | ------ | ---- | -------------------------------------------- |
| 1      | ■ 본선 | 상행 | 아마가사키・오사카 (우메다)・난바・나라 방면 |
| 2      | ■ 본선 | 하행 | 고베 (산노미야)・아카시・히메지 방면         |

- 실제로는 구내에 상기 승강장 번호 표기는 없지만, 공식 사이트 내에서는 상행 승강장이 1번 선, 하행 승강장이 2번 선으로 알려졌다. 보통만 정차하는 승강장 유효 길이는 4량 편성분(약 80m)이다.

## 역 주변
역 주변에는 주택지가 펼쳐진다. 역 남쪽의 국도 제43호선을 넘어가면 공장이나 창고가 많이 입지하여 있다.
JR 고베 선(도카이도 본선)・고베 신교통 롯코 아일랜드 선에도 동명의 "스미요시 역 (서일본 여객철도·고베 신교통)"이 있지만 본 역과 JR 고베 선과 롯코 아일랜드 선의 스미요시 역까지는 약 1km 떨어져 있다. 롯코 아일랜드 선으로의 환승역은 상행선 다음역인 우오자키 역이고 JR 고베 선으로의 환승은 고베산노미야 역(JR 선은 산노미야 역)이다.
- 하쿠쓰루 주조 본사
  - 하쿠쓰루 주조 자료관
- 국정 종회 주조 본사
- 한신 스미요시 우체국
- 국도 제43호선
- 스미요시 공원
- 스미요시 공원 어린이집
- 고베 시립 유키 유치원
- 일본연금기구 히가시나다 연금 사무소
- 긴키 지방 정비국 롯코 사방 사무소
- 가톨릭 스미요시 교회

## 사진

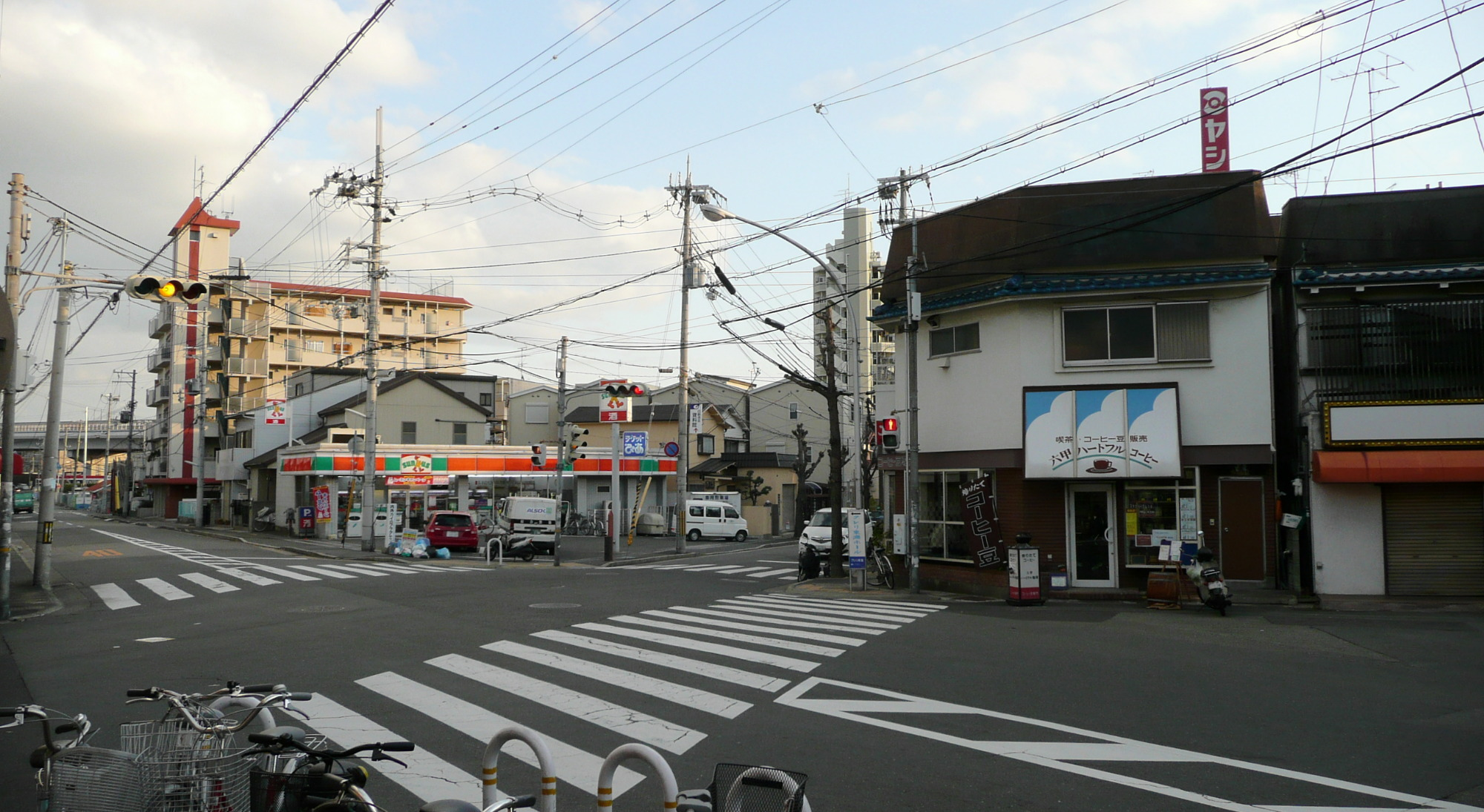
역전 광장
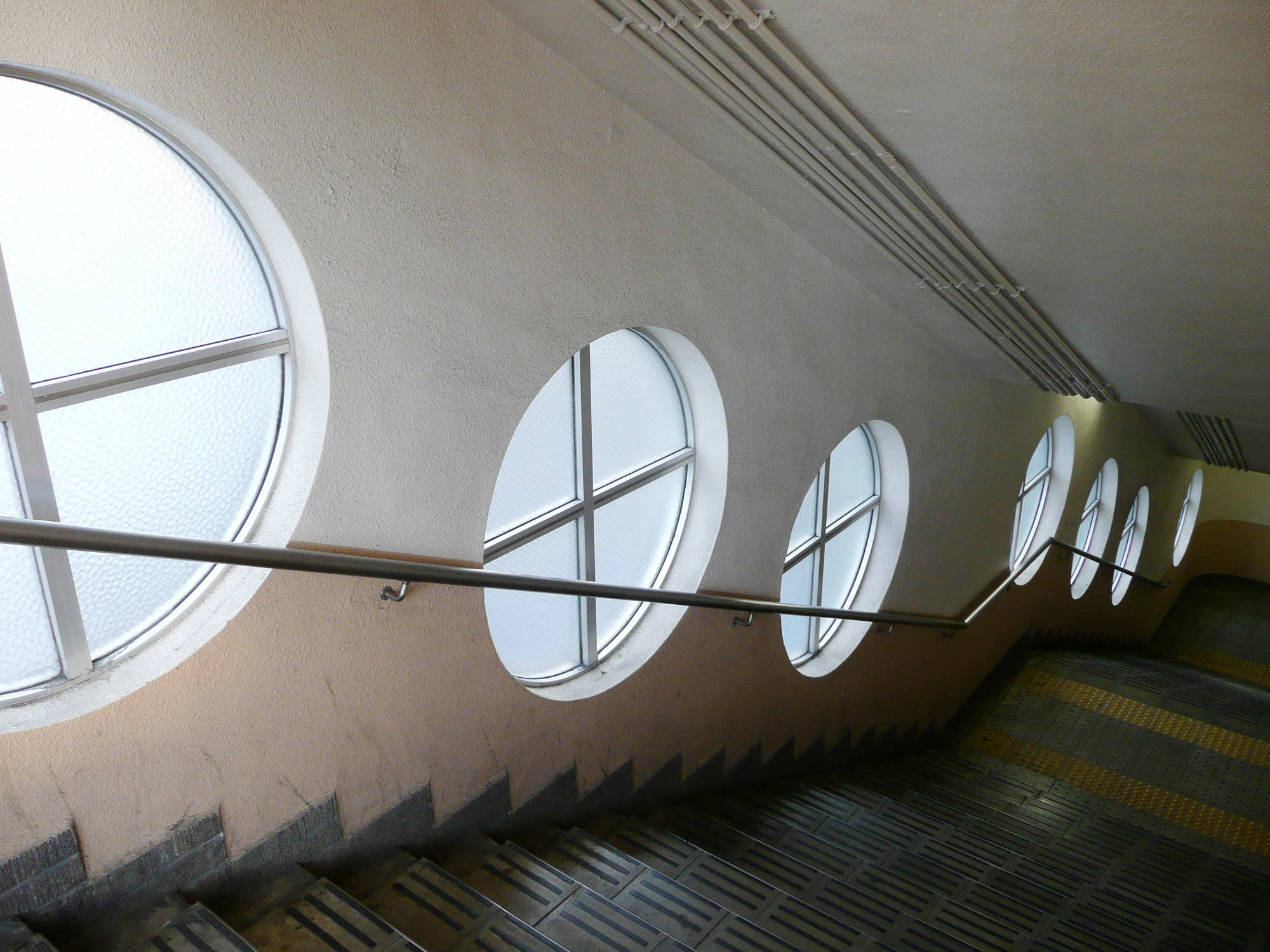
구내 계단의 현창

## 인접역
| 한신 전기철도 ■ 본선       | 한신 전기철도 ■ 본선 | 한신 전기철도 ■ 본선       |
| -------------------------- | -------------------- | -------------------------- |
| HS 23 우오자키 우메다 방면 | ■ 보통               | 미카게 HS 25 신카이치 방면 |